# Heleophryne regis
Espèce
Statut de conservation UICN

 LC  : Préoccupation mineure
Heleophryne regis est une espèce d'amphibiens de la famille des Heleophrynidae.

## Répartition
Cette espèce est endémique d'Afrique du Sud. Elle se rencontre dans les provinces du Cap-Occidental et du Cap-Oriental de 230 à 790 m dans la Cape Fold Belt.

## Publication originale
- Hewitt, 1910 "1909" : Description of a new frog belonging to the genus Heleophryne and a note on the systematic position of the genus (Cystignathidae). Annals of the Transvaal Museum, vol. 2, p. 45-46 (texte intégral).